# Рель (деревня)
Рель — деревня в Осьминском сельском поселении Лужского района Ленинградской области.

## Название
Название деревни происходит от крика журавлей, живущих в соседних болотах.

## История
Впервые упоминается в писцовых книгах Шелонской пятины 1498 года, как село Рель в Бельском погосте Новгородского уезда.
В 1725 году деревянная Никольская церковь сгорела, но была возобновлена через год.
Как село Релде оно обозначено на карте Санкт-Петербургской губернии 1792 года А. М. Вильбрехта.
Погост Рель, состоящий из 33 крестьянских дворов, упоминается на карте Санкт-Петербургской губернии Ф. Ф. Шуберта 1834 года.

РЛИ — село принадлежит её величеству, число жителей по ревизии: 119 м. п., 118 ж. п.

В оном: церковь деревянная во имя Святителя Николая Чудотворца (1838 год)

Как село Рель оно отмечено на карте профессора С. С. Куторги 1852 года.

РЕЛЬ — деревня Главного управления Гдовского её величества имения, по просёлочной дороге, число дворов — 38, число душ — 126 м. п. (1856 год)

РЕЛЬ — село удельное при озере безымянном, число дворов — 37, число жителей: 123 м. п., 138 ж. п.

РЕЛЬ — погост при озере безымянном, число дворов — 3, число жителей: 9 м. п., 21 ж. п.; Часовня православная. (1862 год)

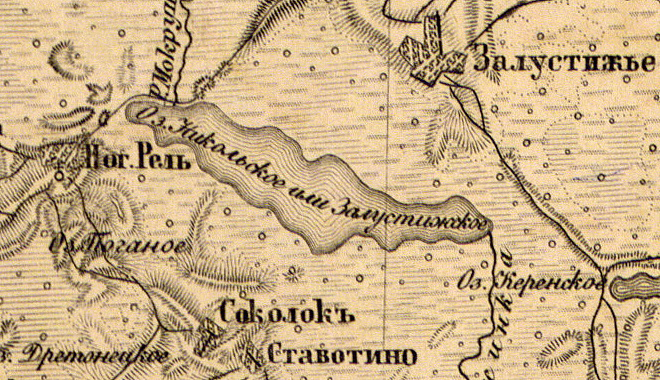
Деревня Рель на карте 1863 года

Согласно карте из «Исторического атласа Санкт-Петербургской Губернии» 1863 года это был  погост Рель.
В 1865 году деревянная Никольская церковь сгорела вновь.
Сборник Центрального статистического комитета описывал Рель так:

РЕЛ (РЕЛЬ) — деревня бывшая владельческая, дворов — 50, жителей — 315; церковь православная, 2 часовни, 2 лавки, постоялый двор. (1885 год)

В 1886 году была возведена каменная Никольская церковь. В том же году на сельском кладбище была освящена новая деревянная Покровская церковь.
В 1900 году, согласно «Памятной книжке Санкт-Петербургской губернии», земля в имении Рели площадью 98 десятин принадлежала крестьянке Татьяне Александровне Васильевой.
В XIX — начале XX века деревня административно относилась к Осьминской волости 2-го земского участка 1-го стана Гдовского уезда Санкт-Петербургской губернии.
По данным «Памятной книжки Санкт-Петербургской губернии» за 1905 год деревня Рель образовывала Рельское сельское общество.
С 1917 по 1919 год деревня Рель входила в состав Осьминской волости Гдовского уезда.
С 1920 года, в составе Рельского сельсовета Осьминской волости Кингисеппского уезда.

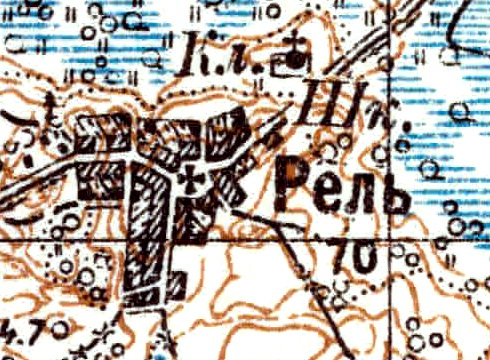
Деревня Рель карте 1926 года

Согласно топографической карте 1926 года деревня насчитывала 70 крестьянских дворов, в центре деревни находилась церковь, на околице — школа, к северу от деревни располагалось кладбище и часовня.
С 1927 года, в составе Осьминского района.
В 1928 году население деревни Рель составляло 312 человек.
По данным 1933 года село Рель являлась административным центром Рельского сельсовета Осьминского района, в который входили 7 населённых пунктов, деревни: Большая Серебрянка, Ликша, Малая Серебрянка, Никольские Полоски, Рель, Соколок, Ставотино, общей численностью населения 1486 человек.
По данным 1936 года деревня Рель являлась административным центром Рельского сельсовета, состоявшего из 6 населённых пунктов, 292 хозяйства и 6 колхозов.
В 1939 году церковь была закрыта.
C 1 августа 1941 года по 31 января 1944 года деревня находилась в оккупации.
С 1961 года, в составе Рельского сельсовета Сланцевского района.
С 1963 года, в составе Лужского района.
В 1965 году население деревни Рель составляло 182 человека.
По данным 1966 и 1973 годов деревня Рель являлась административным центром Рельского сельсовета Лужского района.
По данным 1990 года деревня Рель являлась административным центром Рельского сельсовета, в который входили 29 населённых пунктов, общей численностью населения 1005 человек. В самой деревне Рель проживали 409 человек.
В 1997 году в деревне Рель Рельской волости проживали 385 человек, в 2002 году — 287 человек (русские — 95 %).
В 2007 году в деревне Рель Осьминского СП проживали 380 человек.

## География
Деревня расположена в северо-западной части района на автодороге 41К-020 (Сижно — Осьмино).
Расстояние до административного центра поселения — 12 км.
Расстояние до районного центра — 96 км.
Расстояние до ближайшей железнодорожной станции Молосковицы — 80 км.
Деревня находится к юго-западу от Залустежского озера.

## Демография
| 1838 | 1862 | 1885 | 1928 | 1965 | 1990 | 1997 |
| ---- | ---- | ---- | ---- | ---- | ---- | ---- |
| 217  | ↗291 | ↗315 | ↘312 | ↘182 | ↗409 | ↘385 |
| 2007 | 2010 | 2017 |      |      |      |      |
| ↘380 | ↘336 | ↗341 |      |      |      |      |

## Достопримечательности
Каменная церковь во имя Святого Николая Чудотворца постройки 1869—1886 годов, архитектор И. Б. Слупский, руинирована.